# Akademia Muzyczna im. Karola Lipińskiego we Wrocławiu
Akademia Muzyczna im. Karola Lipińskiego (AMKL) – polska państwowa uczelnia muzyczna we Wrocławiu, kształcąca na studiach pierwszego, drugiego oraz trzeciego stopnia, a także posiadająca uprawnienia do przeprowadzania postępowań habilitacyjnych oraz występowania z wnioskami o przyznanie tytułu profesora.

## Historia
Swoimi początkami sięga końca 1948 roku, gdy w wyniku działań członków Dolnośląskiego Towarzystwa Muzycznego powołana została we Wrocławiu „Państwowa Wyższa Szkoła Muzyczna”. Była to w chwili powstania piąta uczelnia we Wrocławiu i zarazem siódma wyższa szkoła muzyczna w Polsce. Początkowo zajęcia prowadzone były wyłącznie na jednym wydziale – Wydziale Pedagogicznym. Wraz z rozwojem placówki poszerzano uczelnię o kolejne wydziały – i tak w 1949 powstał Wydział Wokalny, w 1950 – Wydział Instrumentalny oraz Wydział Teorii i Dyrygentury, poszerzony w 1951 o sekcję kompozycji. Czterowydziałowa struktura w zasadzie utrzymywała się w całej historii uczelni, podlegając krótkotrwale zmianom w latach 1954–1955 i 1987−1990. W 1972 rozszerzono profil kształcenia, powołując Zakład Muzykoterapii Ogólnej i Stosowanej (w latach 1983–1986 przemianowany w Instytut) – pierwszą placówkę badawczą w tej dziedzinie w Polsce. 1 października 2024 roku powstał Wydział Muzyki Jazzowej.

## Program dydaktyczny
Uczelnia daje możliwość podjęcia studiów pierwszego i drugiego stopnia na siedmiu kierunkach w ramach pięciu  wydziałów.
- Wydział Kompozycji, Dyrygentury, Teorii Muzyki i Muzykoterapii[4]
  - Kompozycja i Teoria muzyki
  - Dyrygentura
- Wydział Instrumentalny[5]
  - Instrumentalistyka
- Wydział Wokalny[6]
  - Wokalistyka
- Wydział Edukacji Muzycznej, Chóralistyki i Muzyki Kościelnej[7]
  - Edukacja artystyczna w zakresie sztuki muzycznej
  - Muzyka kościelna
- Wydział Muzyki Jazzowej[8]

Dodatkowo Akademia umożliwia kształcenie na studiach podyplomowych.

## Wydziały
- Wydział I – Kompozycji, Dyrygentury, Teorii Muzyki i Muzykoterapii
  - Instytut Kompozycji
  - Katedra Dyrygentury
  - Katedra Teorii Muzyki i Historii Śląskiej Kultury Muzycznej
  - Zakład Muzykoterapii
  - Katedra Nowych Mediów ze Studiem Kompozycji Komputerowej
  - Zakład Kształcenia Słuchu i Wyobraźni Muzycznej
- Wydział II – Instrumentalny
  - Katedra Fortepianu
  - Katedra Kameralistyki
  - Katedra Instrumentów Smyczkowych
  - Katedra Instrumentów Dętych, Perkusji i Akordeonu
  - Katedra Organów, Klawesynu i Muzyki Dawnej
- Wydział III – Wokalny
  - Katedra Wokalistyki
- Wydział IV – Wydział Edukacji Muzycznej, Chóralistyki i Muzyki Kościelnej
  - Katedra Edukacji Muzycznej
  - Katedra Muzyki Kościelnej
  - Katedra Chóralistyki i Prowadzenia Zespołów
- Wydział V – Wydział Muzyki Jazzowej[8]

## Jednostki ogólnouczelniane i międzywydziałowe
- Centrum Promocji i Organizacji Wydarzeń[9]
- Centrum Projektów i Współpracy z Zagranicą
- Centrum Rozwoju Artysty
- Biuro Karier
- Biblioteka
- Wydawnictwo
- Studio Technik Multimedialnych ze Studiem Nagrań
- Studium Pedagogiczne
- Studium Języków Obcych
- English Division

## Kampusy i budynki uczelniane
Kampus Akademii Muzycznej im. Karola Lipińskiego we Wrocławiu usytuowany jest w centrum Wrocławia, przy placu Jana Pawła II nr 2 (dawniej pl. 1 Maja).
Rejon położenia kampusu to miejsce od stuleci istotne dla Wrocławia. Świadczą o tym odkrycia archeologiczne, które pozwoliły w sąsiedztwie Akademii odsłonić m.in. fragmenty osadnictwa średniowiecznego i dawne fortyfikacje miejskie. Również w późniejszych czasach powstawały w tej strefie budowle. Z okien gmachu głównego Akademii, są widoczne dwie grupy alegorycznych rzeźb zatytułowane Walka i Zwycięstwo, dzieło Ernsta Segera z początku XX stulecia, a także fontanna. Obiekty te podlegają opiece miejskiego konserwatora zabytków. Na podstawie zarządzenia Prezydenta Rzeczypospolitej Polskiej z dnia 8 września 1994 roku tereny placu uznano bowiem za historyczny pomnik „Wrocław – zespół historycznego centrum”.
W rejonie Akademii znajdują się obiekty poprzemysłowe – dawna fabryka Boscha, fabryka maszyn Ruffera, przędzalnie Schoellera, przekształcone w połowie XX wieku w hale magazynowe.
Gmach główny Akademii Muzycznej im. Karola Lipińskiego we Wrocławiu, to budynek pochodzący z przełomu XIX i XX wieku. Jest to dawny pałac, w latach powojennych pełniący funkcję bursy szkół artystycznych. Na początku lat dziewięćdziesiątych minionego stulecia, po uzyskaniu przez Akademię prawa własności tegoż obiektu, został on odrestaurowany z myślą o stworzeniu w nim warunków pracy dla nowoczesnej uczelni muzycznej. Aby sprostać takiemu założeniu, dobudowano najwyższą kondygnację, co zwiększyło wydatnie powierzchnię budynku.
Obecnie uczelnia zajmuje sześć połączonych ze sobą obiektów, określanych jako budynki A, B, C, D, E i F.
Gmach główny (budynek A) mieści siedzibę władz Akademii, pomieszczenia dydaktyczne, Bibliotekę Główną wraz z Czytelnią oraz działy administracyjne. Budynek B to pomieszczenia dydaktyczne i Studium Języków Obcych. W budynku C usytuowane są sale dydaktyczne oraz pokoje gościnne. Budynek D – siedziba Zakładu Muzyki Jazzowej – obejmuje sale dydaktyczne o charakterze klubowo-wystawienniczym. Budynek E to obiekt dydaktyczno-koncertowy wrocławskiej Uczelni Muzycznej, będący najnowocześniejszą częścią akademickiego Kampusu. Oddano do użytku w 2013. Znajduje tu się m.in. sala koncertowa na 300 miejsc oraz sala audytoryjna na 90 miejsc.

## Poczet rektorów
Źródło:
1. Hieronim Feicht (1948–1951)
2. Janusz Nowak (1951–1953)
3. Józef Karol Lasocki (1953–1957)
4. Adam Kopyciński (1957–1963)
5. Adam Zbigniew Liebhart (1963–1969)
6. Jerzy Zabłocki (1969–1981)[11]
7. Marek Tracz (1981–1984)
8. Zygmunt Herembeszta (1984–1987)[12]
9. Eugeniusz Sąsiadek (1987–1990)
10. Marek Dyżewski (1990–1994)
11. Eugeniusz Sąsiadek (1995)
12. Jerzy Mrozik (1995–2002)
13. Grzegorz Kurzyński (2002–2008)
14. Krystian Kiełb (2008–2016)
15. Grzegorz Kurzyński (2016–2020)
16. Krystian Kiełb (od 2020)

## Obecne władze
Władze AMKL w kadencji 2024–2028:
- rektor – prof. dr hab. Krystian Kiełb
- prorektor ds. studenckich i dydaktyki – dr Amelia Golema
- prorektor ds. artystycznych i naukowych – dr hab. Julita Przybylska-Nowak
- prorektor ds. ewaluacji i współpracy z zagranicą – dr Aleksandra Pijarowska, prof. AMKL

## Znani absolwenci
- Kompozytorzy:
  - Tadeusz Natanson,
  - Grażyna Pstrokońska-Nawratil
  - Cezary Duchnowski,
  - Agata Zubel-Moc (kompozytorka i wokalistka).

- Dyrygenci:
  - Tadeusz Strugała,
  - Marek Pijarowski,
  - Alan Urbanek
- także:
  - Antoni Wicherek,
  - Tadeusz Zathey,
  - Jan Miłosz Zarzycki,
  - Wojciech Rodek,
  - Marzena Diakun.

- Instrumentaliści:
  - Jerzy Mrozik (flet),
  - Kazimierz Moszyński (flet),
  - Zbigniew Płużek (fagot),
  - Grzegorz Kurzyński (fortepian),
  - Krzysztof Pełech (gitara),
  - Łukasz Kuropaczewski (gitara),
  - Jan Jakub Bokun (klarnet),
  - Paweł Zawadzki (fortepian),
  - Ryszard Duź (altówka),
  - Piotr Dziubek (akordeon),
- oraz
  - Piotr Baron (saksofon – jazz),
  - José Torres (perkusja – jazz),
  - Maciej Fortuna (trąbka – jazz).

- Wokaliści:
  - Eugeniusz Sąsiadek,
  - Danuta Paziuk-Zipser,
  - Stefania Kałuża,
  - Agata Młynarska-Klonowska,
  - Jadwiga Rappé,
  - Radosław Żukowski,
  - Janusz Monarcha,
  - Ewa Małas-Godlewska,
  - Piotr Łykowski,
  - Dariusz Paradowski,
  - Agnieszka Rehlis,
  - Natalia Kowaliowa,
  - Aleksandra Kurzak,
  - Aleksandra Kubas-Kruk
  - Krystian Adam Krzeszowiak.

- Dyrygenci chóralni i animatorzy sztuki muzycznej:
  - Ryszard Drobaczyński,
  - Piotr Ferensowicz,
  - Mieczysław Matuszczak,
  - Bogusława Orzechowska,
  - Grażyna Rogala-Szczerek,
  - Małgorzata Sapiecha-Muzioł,
  - Włodzimierz Szomański,
  - Agnieszka Franków-Żelazny.

- Ponadto absolwentami uczelni są m.in.:
  - Olga Bończyk,
  - Łukasz Zagrobelny.